# Аджарис-Цкальская ГЭС
Аджарис-Цкальская ГЭС (Аджарис-Цкали ГЭС, АцГЭС) — гидроэлектростанция на реке Аджарисцкали в Грузии (Аджария). ГЭС начата строительством в 1927 году по плану ГОЭЛРО, первый агрегат ГЭС запущен в 1937 году.
Конструктивно представляет собой типичную деривационную ГЭС, работающую на стоке реки, не имеющую водохранилища и бассейна суточного регулирования. Состав сооружений ГЭС:
- бетонная водосливная плотина;
- промывной шлюз
- водоприёмник;
- отстойник;
- аванкамера;
- левобережный напорный тоннель диаметром 4,4 м и длиной 2360 м;
- однопролётный акведук;
- правобережный напорный тоннель диаметром 3,9 м и длиной 418 м
- подземный уравнительный резервуар (шахта);
- двухниточный металлический турбинный водовод;
- помещение дисковых затворов;
- здание ГЭС;
- отводящий канал;
- ОРУ.

Мощность ГЭС — 16 МВт, среднегодовая выработка — 103 млн.кВт·ч. В здании ГЭС установлено 2 гидроагрегата с вертикальными радиально-осевыми турбинами, работающими при расчётном напоре 46 м (максимальный напор 48 м), максимальный расход через каждую турбину — 22,5 м³/сек. Турбины приводят в действие гидрогенераторы мощностью по 8 МВт.
Аджарис-Цкальская ГЭС с 2007 года принадлежит чешской компании Energo-Pro. Оборудование ГЭС устарело, нуждается в замене и реконструкции.